# Psapharochrus pupillatus
Psapharochrus pupillatus là một loài bọ cánh cứng trong họ Cerambycidae.